# Dysolobium lucens
Dysolobium lucens là một loài thực vật có hoa trong họ Đậu. Loài này được (Benth.) Prain miêu tả khoa học đầu tiên.